# Dør om dør
Dør om dør er en film instrueret af Lars Christiansen.

## Handling
Denne film er en satire over et kollektiv og dets forhold til naboen, en stille ungkarl, og dennes forhold til kollektivet. Deres forskellighed gør, at de er totalt isoleret fra hinanden, skønt de lever dør om dør. En af de utallige intriger i kollektivet udløser kontakten til naboen, som lader en af kollektivets venner flytte ind: Vi skal jo hjælpe hinanden!